# Божкове
Божко́ве — село (до 2009 року — селище) в Україні, у Новоселівській сільській громаді Полтавського району Полтавської області. Населення — 215 осіб. До 2017 року орган місцевого самоврядування — Черкасівська сільська рада.

## Географія
Село Божкове розташоване за 2,5 км від правого берега річки Коломак, за 1,5 км від села Божки та за 2 км від села Божківське. Селом пролягає залізнична лінія Київ — Харків, на якій розташована станція Божків.

## Історія
На карті Шуберта кінця 1860-х років у нижній частині балочки, якою навесні вода стікала до річки Коломак, був хутір Божків. Орієнтовно на рубежі 1860-х / 1870-х років біля вершинки цієї балочки прокладена залізниця, та в 1871 році відкрита станція Божків. 
12 червня 2020 року, відповідно до розпорядження Кабінету Міністрів України № 721-р «Про визначення адміністративних центрів та затвердження територій територіальних громад Полтавської області», село увійшло до складу Новоселівської сільської громади.
19 липня 2020 року, в результаті адміністративно - територіальної реформи та ліквідації Полтавського району(1925—2020), село увійшло до складу новоутвореного Полтавського району.